# 灰背伯劳
灰背伯劳（学名：Lanius tephronotus）为伯劳科伯劳属的鸟类，俗名灰鵙。分布于印度、中南半岛以及中国大陆的甘肃、宁夏、青海、陕西、四川、贵州、西藏、云南等地，主要栖息于自平原至海拔4000米的山地疏林地区、在农田及农舍附近较多、常栖息在树梢的干枝或电线上以及在榆、槐等阔叶树或灌木上筑巢。该物种的模式产地在喜马拉雅山脉Simla-Almore地区。

## 亚种
- 灰背伯劳指名亚种（学名：Lanius tephronotus tephronotus）。在中国大陆，分布于甘肃、宁夏、青海、陕西、四川、贵州、西藏、云南等地。该物种的模式产地在喜马拉雅山脉Simla-Almore地区。[3]